# Len Matela
Leonard John Matela, detto Len (Merrillville, 27 gennaio 1980), è un ex cestista statunitense, professionista in Europa.

## Palmarès

### Squadra
- Campionato belga: 3

Spirou Charleroi: 2007-08, 2008-09, 2009-10
- Coppa del Belgio: 2

Anversa Giants: 2007
Spirou Charleroi: 2009
- Supercoppa del Belgio: 1

Spirou Charleroi: 2008

### Individuale
- Pro Basketball League MVP: 1

Anversa Giants: 2006-07